# 1226 Golia
1226 Golia è un asteroide della fascia principale del diametro medio di circa 16,39 km. Scoperto nel 1930, presenta un'orbita caratterizzata da un semiasse maggiore pari a 2,5816114 UA e da un'eccentricità di 0,1143729, inclinata di 9,85335° rispetto all'eclittica.
Il suo nome è in onore di Jacob Golius, matematico olandese che fondò l'Osservatorio di Leida.